# Jimmy Dodd (cầu thủ bóng đá)
Jimmy Dodd (sinh ngày 12 tháng 12 năm 1933) là một cầu thủ bóng đá người Anh, thi đấu ở vị trí tiền đạo ở Football League cho Tranmere Rovers.